# Corona (Dakota del Sud)
Corona és una població dels Estats Units a l'estat de Dakota del Sud. Segons el cens del 2000 tenia 112 habitants.

## Demografia
Segons el cens del 2000, Corona tenia 112 habitants, 50 habitatges, i 25 famílies. La densitat de població era de 180,2 habitants per km².
Dels 50 habitatges en un 30% hi vivien nens de menys de 18 anys, en un 44% hi vivien parelles casades, en un 4% dones solteres, i en un 50% no eren unitats familiars. En el 48% dels habitatges hi vivien persones soles el 14% de les quals corresponia a persones de 65 anys o més que vivien soles. El nombre mitjà de persones vivint en cada habitatge era de 2,24 i el nombre mitjà de persones que vivien en cada família era de 3,44.
Per edats la població es repartia de la següent manera: un 29,5% tenia menys de 18 anys, un 4,5% entre 18 i 24, un 30,4% entre 25 i 44, un 21,4% de 45 a 60 i un 14,3% 65 anys o més.
L'edat mediana era de 39 anys. Per cada 100 dones de 18 o més anys hi havia 97,5 homes.
La renda mediana per habitatge era de 14.583 $ i la renda mediana per família de 28.125 $. Els homes tenien una renda mediana de 21.875 $ mentre que les dones 16.750 $. La renda per capita de la població era de 10.540 $. Entorn del 15,4% de les famílies i el 21,2% de la població estaven per davall del llindar de pobresa.

## Poblacions més properes
El següent diagrama mostra les poblacions més properes.